# Tân Nhàn
Tân Nhàn (tên đầy đủ là Nguyễn Thị Tân Nhàn), sinh năm 1982 tại xã Khả Phong, huyện Kim Bảng, Hà Nam Ninh (nay thuộc tỉnh Hà Nam), là giảng viên thanh nhạc, ca sĩ nổi tiếng của dòng nhạc dân gian Việt Nam, được phong tặng Nghệ sĩ ưu tú năm 2023. Hiện cô là Trưởng khoa thanh nhạc của Học viện Âm nhạc Quốc gia Việt Nam.

## Sự nghiệp
Năm 2000, cô lên Hà Nội theo học học thanh nhạc, Tân Nhàn theo học ca sĩ Lan Anh 8 năm tại Học viện Âm nhạc Quốc gia.
Tân Nhàn bắt đầu thành công với cuộc thi Sao Mai 2005, trong cuộc thi này cô dành Giải nhất dòng nhạc Dân gian và Giải khán giả truyền hình bình chọn, khi thể hiện thành công bài hát "Trăng khuyết" (nhạc: Huy Thục, thơ: Phi Tuyết Ba). Sau khi tốt nghiệp cao học chuyên ngành Nhạc thính phòng cổ điển, Tân Nhàn làm giảng viên, đạt được học vị Tiến sĩ năm 2019. Hiện nay, cô là Trưởng khoa Thanh Nhạc của Học viện Âm nhạc Quốc gia Việt Nam.
Năm 2019, Tân Nhàn thực hiện chương trình "Trở về", liveshow cá nhân đầu tiên trong sự nghiệp; trước đó, năm 2003 cô và chồng cũ (ca sĩ Tuấn Anh) cũng từng tổ chức chung một live show.
Trong vai trò là giảng viên, Tân Nhàn đã góp sức đào tạo ra những học trò xuất sắc của dòng nhạc Dân gian như: Lại Thị Hương Ly (Giải ba Sao Mai 2017), Nguyễn Thanh Quý (Giải ba Sao Mai 2019) và Lan Quỳnh (Giải nhất Sao Mai 2022).
Năm 2023, Tân Nhàn được vinh danh trong chương trình Con đường âm nhạc số tháng 4. Cũng năm này, cô được phong tặng Nghệ sĩ ưu tú.

## Danh sách đĩa nhạc

### Albums phòng thu
- 2007 - Trăng khuyết (CD)
- 2007 - Mưa xuân (DVD +VCD Karaoke)
- 2009 - Sông đợi (DVD)
- 2011 - Giọt thời gian (DVD)
- 2011 - Lạy Phật con về (CD)
- 2011 Đường tàu mùa Xuân (CD)
- 2013 - Nắng chiều (DVD)
- 2013 - Chiều nắng (DVD + CD)[10]
- 2015 - Thương (CD)
- 2016 - Yếm đào xuống phố (CD)[11]
- 2018 - Níu dải lụa đào (CD)[11]

### Liveshow
- 2019 - Trở về[11]
- 2019 - Tứ ân[4]

### MV
- 2018 : "Ngồi buồn nhớ mẹ ta xưa" và "Cô Đôi thượng ngàn"[11]

### Album góp mặt
- 2007 - Tình ta biển bạc đồng xanh (CD cùng Tuấn Anh)[12]
- 2009 - Bến sông xưa (CD - cùng Thu Hà, Tuấn Anh)
- 2016 - Thay lời trái tim (CD+DVD album của Sông Thao)
- 2018 - Hai quê (DVD - cùng Thu Hà).[13]

## Giải thưởng
- Giải nhất dòng nhạc Dân gian và Giải khán giả bình chọn tại cuộc thi Sao Mai 2005.[5]
- Năm 2013, đề cử giải Cống hiến với album "Yếm đào xuống phố".[14]
- Năm 2020, Giải Cống hiến lần thứ 15.
  - Đề cử: Ca sĩ của năm[15]
  - Thắng hạng mục "Chương trình của năm" cho liveshow đầu tiên trong sự nghiệp "Trở về"[14]

## Vinh danh
- Con đường âm nhạc do VTV thực hiện vào tháng 4 năm 2023
- Nghệ sĩ uu tú (2023)

## Đời tư
Năm 2007, Tân Nhàn kết hôn lần đầu với Tuấn Anh, nam ca sĩ cũng dự thi Sao Mai 2005 và giành giải nhất dòng nhạc thính phòng; này anh làm giảng viên Trường Đại học sư phạm Nghệ thuật Trung ương. Hai người có một con trai, nhưng sau đó đã bí mật li hôn.
Đầu năm 2021, Tân Nhàn kết hôn lần hai.